# Ванандеци, Саркис Мирза
Саркис Мирза Ванандеци (арм. Սարգիս Վանանդեցի; 1830, Измир, Османская империя, — 27 апреля 1871, там же) — армянский публицист, драматург и актёр.
В 1861 году основал в Измире армянский театр.
Писал исторические трагедии на новом армянском литературном языке (ашхарабаре):
- «Нерсес Великий…» Была поставлена в 1859 году в Москве армянскими студентами Московского университета под названием «Аристакес».
- «Смерть Митридата» (1859)
- «Виргиния» (1862)

## Публицистические и исторические сочинения
Саргис  Ванандеци в 1866 издал в Смирне книгу  «Происхождение Ее Величества Виктории, королевы Англии, от Аршакидских царей Армении". В этой работе С. Ванандеци группирует в хронологическом порядке биографические справки о предках английской королевы Виктории (1819/1837 – 1901) и прослеживает ее родословную   до  византийского императора Василия Первого (811/836 – 886),  основателя  Македонской династии.